# 니시가타 마리나
니시가타 마리나(일본어: 西潟 茉莉奈, 1995년 10월 16일 ~ )는 일본의 여성 아이돌 그룹 NGT48의 멤버이다. 타노 아야카처럼 귀엽고 이쁜외모이지만 타노 아야카와 함께 야마구치 마호의 습격사건의 괴한중 한명이다.

## 소속 그룹 / 소속사
- NGT48 1기생 Flora 소속.